# Caroline Faye Diop
Caroline Faye Diop, född 1923, död 1992, var en senegalesisk politiker. Hon var sitt lands första kvinnliga parlamentsledamot och minister. 
Hon var parlamentsledamot 1963–1978, och socialminister 1978–1979. 